# Willington José Ortiz
Willington Ortiz, nascut a Tumaco, Nariño (Colòmbia) és un futbolista i polític colombià.

## Biografia
Considerat el millor jugador del segle xx del futbol colombià, el 1971 va iniciar la seva carrera esportiva a les divisions inferiors del Club Deportivo Los Millonarios, on va debutar com a professional contra l'Internacional de Porto Alegre, marcant el gol de la victòria. Va ser campió amb el club als anys 1972 i 1978.
El 1980 va ser transferit al Asociación Club Deportivo Cali, on va jugar dues temporades i va tenir un dels moments més rutilants de la seva carrera. És de destacar el partit de la Copa Libertadores contra el River Plate de visitant, on Ortiz va marcar un gol memorable a un dels millors porters del moment, Ubaldo Fillol.
L'any 1982 va ser comprat per la Corporación Deportiva América, on aconseguí els campionats de 1983, 1984, 1985 i 1986. També va ser subcampió de la Copa Libertadores d'Amèrica a 1985, 1986 y 1987. Amb aquest equip va acabar la seva carrera futbolística, l'any 1988.
Al març del 2002 es va llançar com a candidat al Senat de la República de Colòmbia, en representació de les comunitats afrocolombianes